# Lukas Holgersson
Nils Lukas Wilhelm Holgersson, född 22 januari 2000 i Solna i Stockholms län, är en svensk skådespelare. Han spelar Lasse i Lasse-Majas detektivbyrå-trilogin samt huvudrollen i Pojken med guldbyxorna. Han har även gjort mindre roller, bland annat i filmserien Beck och testat på dubbning i olika tv-serier.

## Filmografi
- 2013 – Lasse-Majas detektivbyrå – von Broms hemlighet
- 2014 – Pojken med guldbyxorna
- 2014 – Lasse-Majas detektivbyrå – Skuggor över Valleby
- 2015 – Lasse-Majas detektivbyrå – Stella Nostra
- 2018 –  Beck – Den tunna isen